# Futomaki
Futomaki (太巻巻き), cũng gọi là makizushi (巻き寿司) là món sushi truyền thống của Nhật Bản được làm bằng cơm trộn giấm và các thành phần khác nhau cuộn trong lá rong biển khô (海苔 nori) ăn kèm xì dầu, gừng muối và wasabi. Người Nhật thường làm futomaki để mang đi ăn trong những buổi dã ngoại hoặc các sự kiện ngoài trời. Ngoài ra futomaki cũng có trong những khay sushi cùng với các loại khác như nigirizushi, hosomaki, gunkanmaki,...
Người Nhật vào ngày tiết phân (ngày 3/2) thường nói câu nói Onihasoto! Fukuhachi! (鬼は外！福は内) (Tạm dịch: Quỷ ở ngoài, Phúc ở trong) vừa nói câu nói này vừa ném đậu, có thể nói đây là tập quán ngày càng được yêu thích. Bên cạnh đó, còn có 1 phong tục khác đó chính là ăn Ehomaki (恵方巻き Ehomaki) (cơm cuộn futomaki hình trụ tròn,to do không được cắt khoanh)
Nếu ăn Ehoumaki vào ngày tiết phân, sẽ có được điều may mắn trong năm, vì vậy khi ăn Ehoumaki phải đứng đúng hướng, hợp với năm để ăn thì mới gặp may.